# IF Sundsvall Hockey
IF Sundsvall Hockey – szwedzki klub hokeja na lodzie z siedzibą w Sundsvall.

## Nazwy
- Tunadals Skid och Skridskoförening (1896–1976)
- Sundsvall/Tunadals IF (1976–1985)
- IF Sundsvall Hockey (1985-)
  - Sundsvall/Timrå Hockey (1990–1994)